# Hypericum linariifolium var. parviflorum
Hypericum linariifolium subsp. parviflorum é uma variedade de planta com flor pertencente à família Hypericaceae. 
A autoridade científica da variedade é Lange, tendo sido publicada em Willk. & Lange, Prodr. Fl. Hispan. 3: 594 (1878).

## Portugal
Trata-se de uma variedade presente no território português, nomeadamente em Portugal Continental.
Em termos de naturalidade é endémica da Península Ibérica.

## Protecção
Não se encontra protegida por legislação portuguesa ou da Comunidade Europeia.